# Early County
Das Early County ist ein County im Bundesstaat Georgia der Vereinigten Staaten. Der Verwaltungssitz (County Seat) ist Blakely.

## Geographie
Das County liegt im Südwesten von Georgia, grenzt im Westen an Alabama und ist im Süden etwa 40 km von der Nordgrenze Floridas entfernt. Es hat eine Fläche von 1337 Quadratkilometern, wovon 13 Quadratkilometer Wasserfläche sind und grenzt im Uhrzeigersinn an folgende Countys: Clay County, Calhoun County, Baker County, Miller County und Seminole County.

## Geschichte
Early County wurde am 15. Dezember 1818 als 41. County von Georgia aus ehemaligen Land der Creek-Indianer als Original County gebildet. Benannt wurde es nach Peter Early, einem Gouverneur von Georgia, Kongress-Mitglied und Vorsitzender des Obersten Gerichtshofs.
Aus dem Gebiet des Early County wurden in der Folgezeit diese Countys gebildet: Calhoun County, Clay County, Decatur County, Dougherty County, Grady County, Miller County, Mitchell County und Seminole County.

## Demografische Daten
Laut der Volkszählung von 2010 verteilten sich die damaligen 11.008 Einwohner auf 4.228 bewohnte Haushalte, was einen Schnitt von 2,56 Personen pro Haushalt ergibt. Insgesamt bestehen 4.975 Haushalte.
69,2 % der Haushalte waren Familienhaushalte (bestehend aus verheirateten Paaren mit oder ohne Nachkommen bzw. einem Elternteil mit Nachkomme) mit einer durchschnittlichen Größe von 3,12 Personen. In 34,9 % aller Haushalte lebten Kinder unter 18 Jahren sowie in 31,2 % aller Haushalte Personen mit mindestens 65 Jahren.
29,2 % der Bevölkerung waren jünger als 20 Jahre, 21,6 % waren 20 bis 39 Jahre alt, 26,9 % waren 40 bis 59 Jahre alt und 22,2 % waren mindestens 60 Jahre alt. Das mittlere Alter betrug 39 Jahre. 47,2 % der Bevölkerung waren männlich und 52,8 % weiblich.
48,4 % der Bevölkerung bezeichneten sich als Weiße, 49,6 % als Afroamerikaner, 0,4 % als Indianer und 0,3 % als Asian Americans. 0,5 % gaben die Angehörigkeit zu einer anderen Ethnie und 0,8 % zu mehreren Ethnien an. 1,6 % der Bevölkerung bestand aus Hispanics oder Latinos.
Das durchschnittliche Jahreseinkommen pro Haushalt lag bei 35.000 USD, dabei lebten 27,3 % der Bevölkerung unter der Armutsgrenze.

## Kultur und Sehenswürdigkeiten

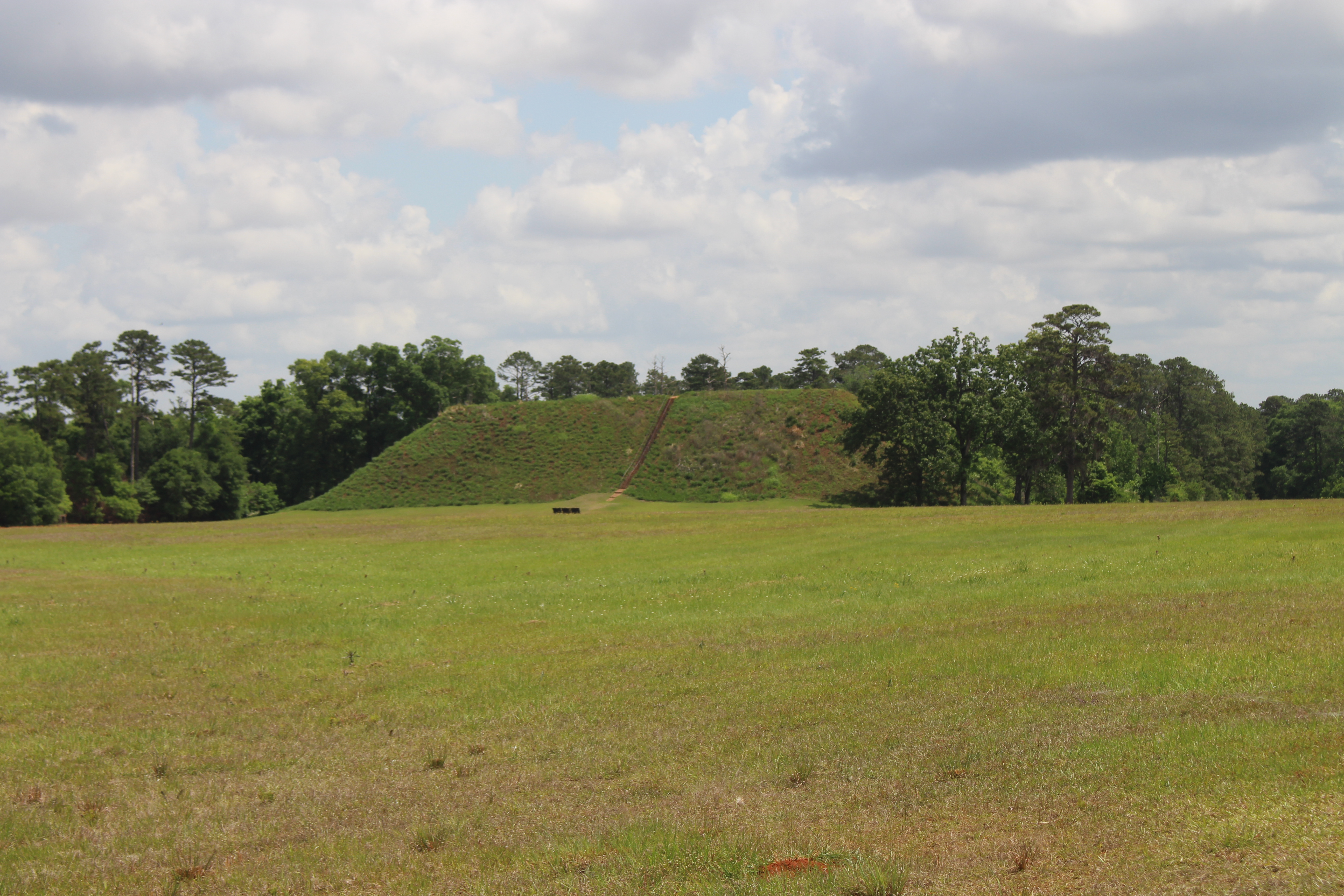
Temple Mound im Kolomoki Mounds State Historic Park (2022). Diese präkolumbische Fundstätte geht auf die Woodland-Periode zurück und weist acht Mounds auf. Die künstlichen Hügel wurden zwischen dem 3. und 10. Jahrhundert geschaffen. Im Juli 1964 erhielt die Stätte den Status eines National Historic Landmarks zuerkannt. Im Oktober 1966 wurden die Kolomoki Mounds als erstes Objekt im Early County in das NRHP aufgenommen.

Sieben Bauwerke, Stätten und „historische Bezirke“ (Historic Districts) im Early County sind im National Register of Historic Places („Nationales Verzeichnis historischer Orte“; NRHP) eingetragen (Stand 1. Oktober 2023), wobei die prähistorische Fundstätte Kolomoki Mounds den Status eines National Historic Landmarks („Nationales historisches Wahrzeichen“) hat.

## Orte im Early County
Orte im Early County mit Einwohnerzahlen der Volkszählung von 2010:
Cities:
- Arlington – 1479 Einwohner
- Blakely (County Seat) – 5068 Einwohner
- Damascus – 254 Einwohner
- Jakin – 155 Einwohner

Census-designated place:
- Cedar Springs – 74 Einwohner